# Закрытый шлем

Различие закрытого шлема и армэ: слева закрытый шлем с полуоткрытым бевором, справа — армэ с раскрытыми пластинами

Закрытый шлем (англ. close helmet, close helm) — термин, используемый в наше время для обозначения разновидности шлема типа армэ́ (фр. armet). Закрытые шлемы появились в начале XVI века, широко распространились в течение этого столетия и применялись до середины XVII века.
Термин «закрытый шлем» придуман современными оружиеведами для удобства. Во времена использования шлема его называли «армэ».

## Описание
Закрытый шлем отличается от армэ устройством нижней части. Если у армэ нижняя часть состоит из двух подвешенных на петлях раскрывающихся половинок (позволяющих надеть шлем на голову), соединённых на подбородке, то закрытый шлем имеет купол, закрывающий, кроме верхней части головы, затылок и скулы. Нижняя передняя часть лица закрывается специальной изогнутой пластиной (бевором), которая приклёпана в тех же точках, что забрало, и, также как и забрало, может подниматься вверх. Преимущество такого шлема в том, что он позволяет воину при необходимости поднять забрало и подвижный бевор, тем самым полностью открыв лицо и избавив себя от стеснённости обзора и дыхания. В случае же возникновения угрозы забрало и бевор можно быстро опустить, практически полностью защитив лицо. Кроме того, цельный бевор лучше «держит» удар, нежели две раздельные боковые пластины классического армэ. Ввиду этого неудивительно, что в течение XVI века закрытые шлемы практически полностью вытеснили армэ.
Примерно до 1530 года закрытые шлемы чаще всего имели забрало в форме тупого угла — так называемый «воробьиный клюв». В Германии, в период с 1510 по 1530 года, пользовались популярностью забрала в форме кузнечных мехов («гармошкой») и так называемая «обезьянья морда» с круглой или овальной выпуклостью перфорированной отверстиями для дыхания. Также в этот период появилась мода на «гротескные» шлемы, забрала которых делались в виде человеческих лиц, морд животных и тому подобного.
После 1540 года забрало закрытого шлема стали делать из двух частей. Верхняя половина называлась собственно забралом, а нижняя — верхней частью бевора. Впервые такая конструкция появилась в 1520-х годах, предположительно в Италии. Примерно в то же время, в целях улучшения защиты, шлемы стали оснащать в нижней части колоколообразно расходящимися воротниковыми пластинами, назначением которых было прикрытие промежутка между шлемом и латным воротником (горжетом, ожерельем). Другим вариантом являлись закрытые шлемы с выпуклым желобком по нижнему краю, в который входил выступающий фланец верхнего среза латного воротника, что позволяло шлему вращаться на воротнике. Какой-либо зазор между шлемом и воротником при этом отсутствовал, что давало высокую степень защиты от оружия противника. Чтобы воин в таком шлеме мог наклонять голову, воротник делался сочленённым из нескольких пластин с некоторой степенью свободы относительно друг друга.

## Кирасирский шлем и савойяр

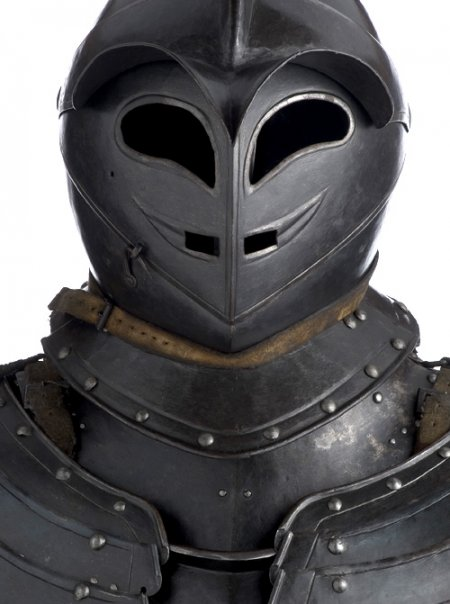
Шлем типа савойяр

Поздняя разновидность закрытого шлема, использовавшаяся в первой половине XVII века, носит название кирасирского шлема. Отличается наличием заимствованного у бургоньета стального козырька, забрало плоское, выгнутое по форме головы, в нижней части состоит из вертикальной решётки, позднее отдельную смотровую щель перестали делать, и забрало стало полностью решётчатым.
Кирасирский шлем имел специфическую итальянскую разновидность, известную под названием «савойяр» (фр. savoyard — савойский), и это название, вероятно, связано с тем, что такие шлемы носили многие воины савойского герцога Карла Эммануила I, во время их неудачного нападения на Женеву в 1602 году. Многие из захваченных тогда шлемов ныне экспонируются в Женевском музее искусства и истории.
Плоское забрало савойяра имело две смотровые щели в форме глаз или глазниц черепа, внизу прорезалась щель, напоминающая рот, и в целом получалось гротескно-упрощённое подобие лица или черепа. Нижняя прорезь могла окаймляться рельефно обозначенной улыбкой, иногда так же обозначался выпуклый нос. Схожесть с черепом послужила основанием для немецкого названия этого шлема — «мёртвая голова» (нем. Todenkopf). Козырёк савойяра часто выгибался двумя дугами над смотровыми прорезями.
В таком же, как у савойяра, стиле изготавливались некоторые бургиньоты. В отличие от традиционных бургиньотов, у данной разновидности боковые пластины полностью закрывали лицо, образуя подобие забрала с вертикальной линией стыка, на которых выполнялись такие же как у савойяра прорези.

## Галерея

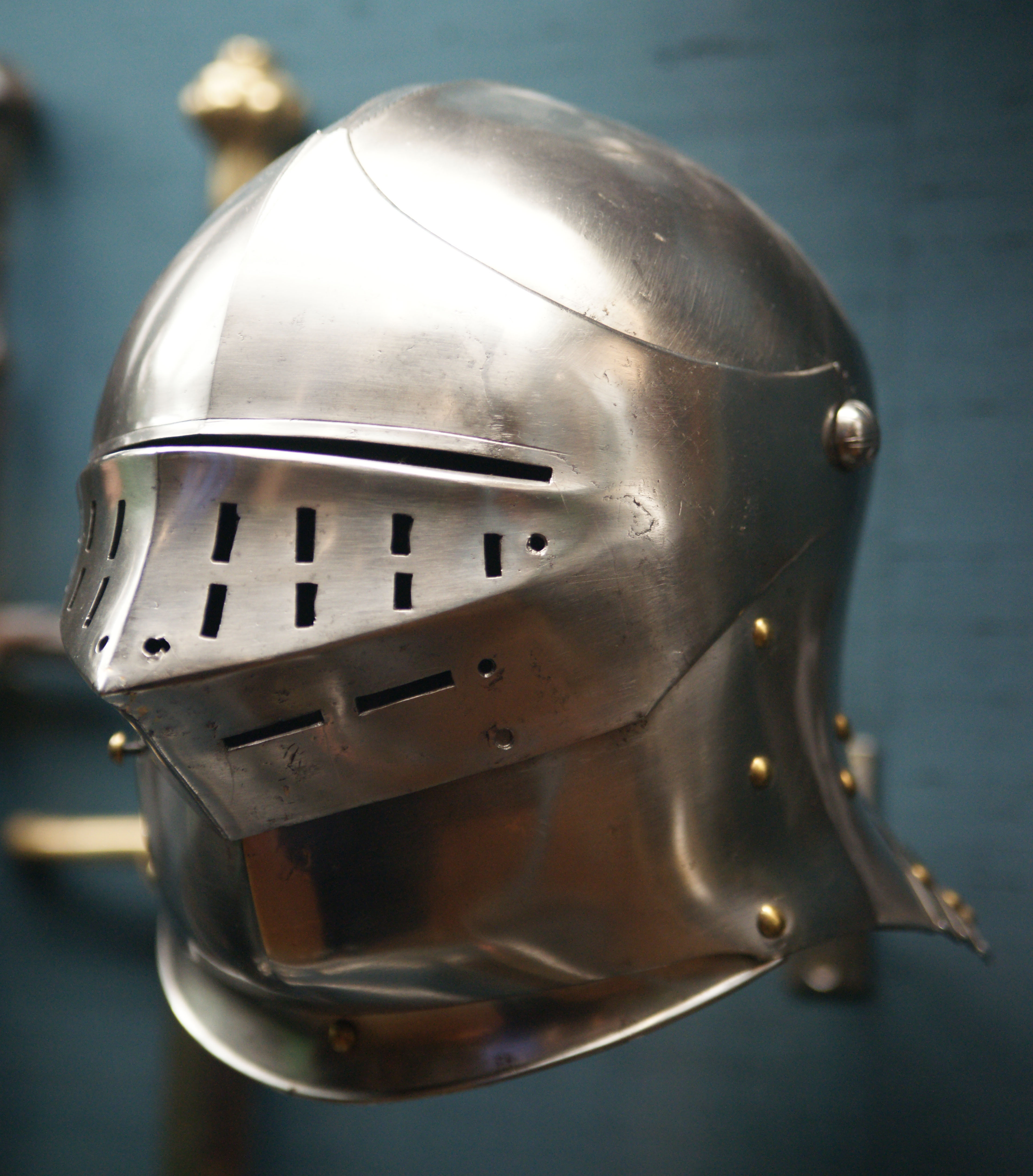
Шлем с забралом «воробьиный клюв»
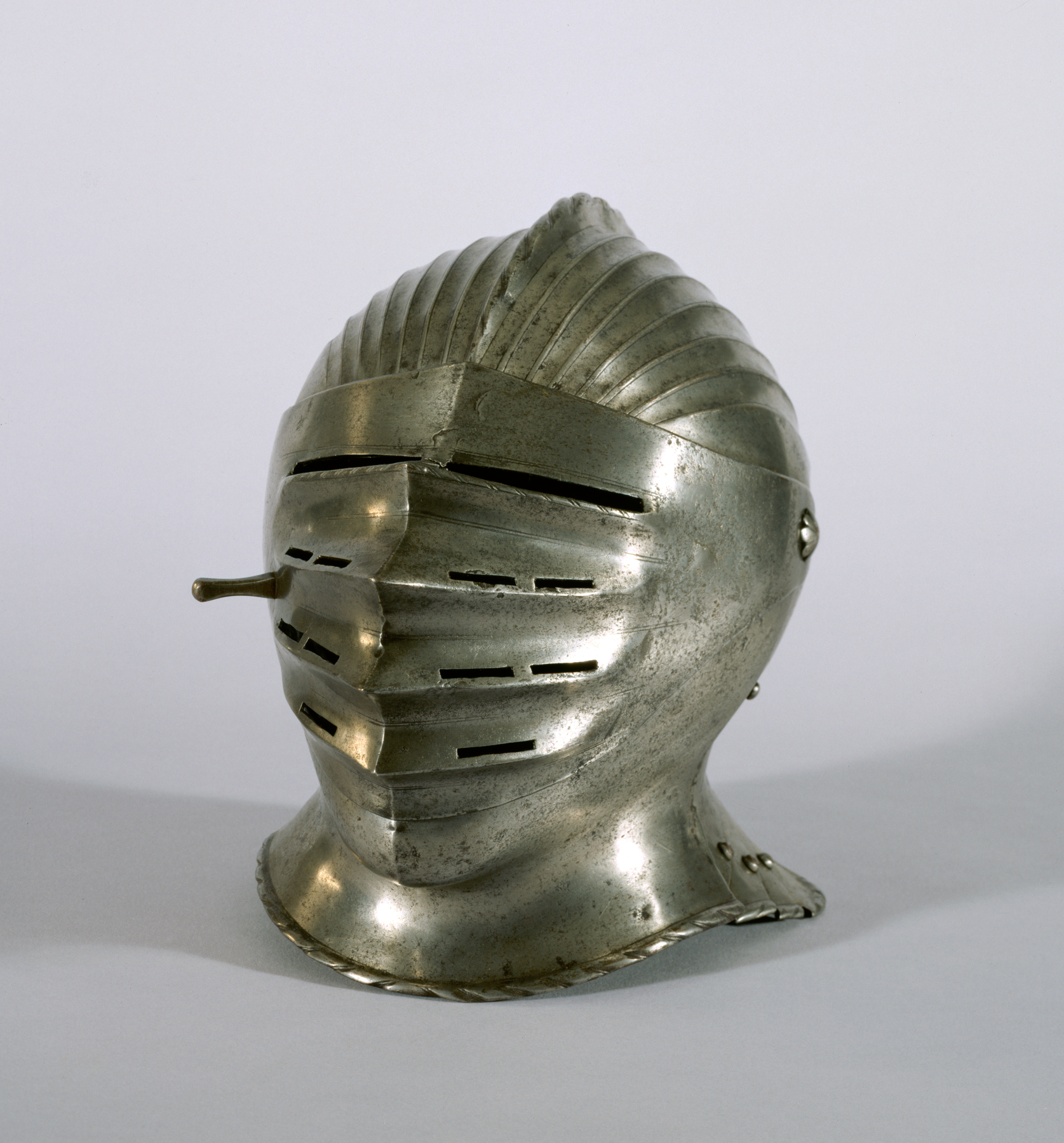
Закрытый шлем с забралом в форме кузнечных мехов
Вращающийся «гротескный» шлем
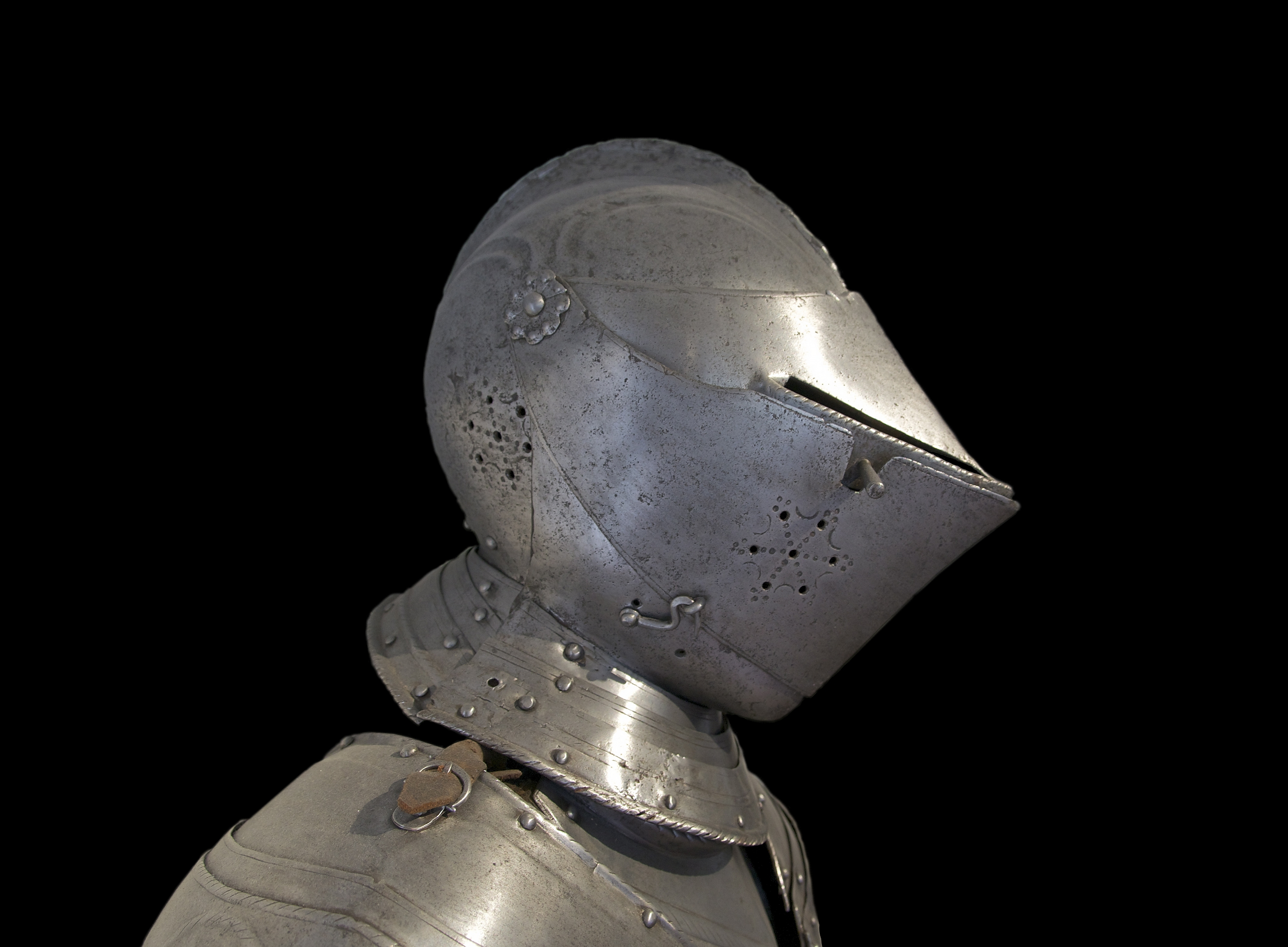
Закрытый шлем с забралом из двух половин и воротниковыми пластинами
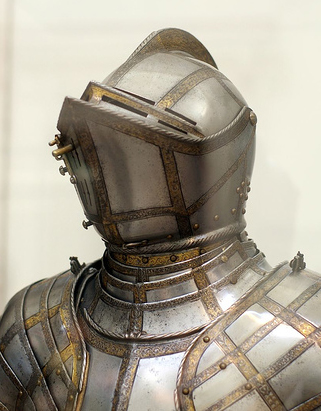
Вращающийся закрытый шлем, закреплённый на латном воротнике
Ранний вариант кирасирского шлема (с отдельной смотровой щелью)
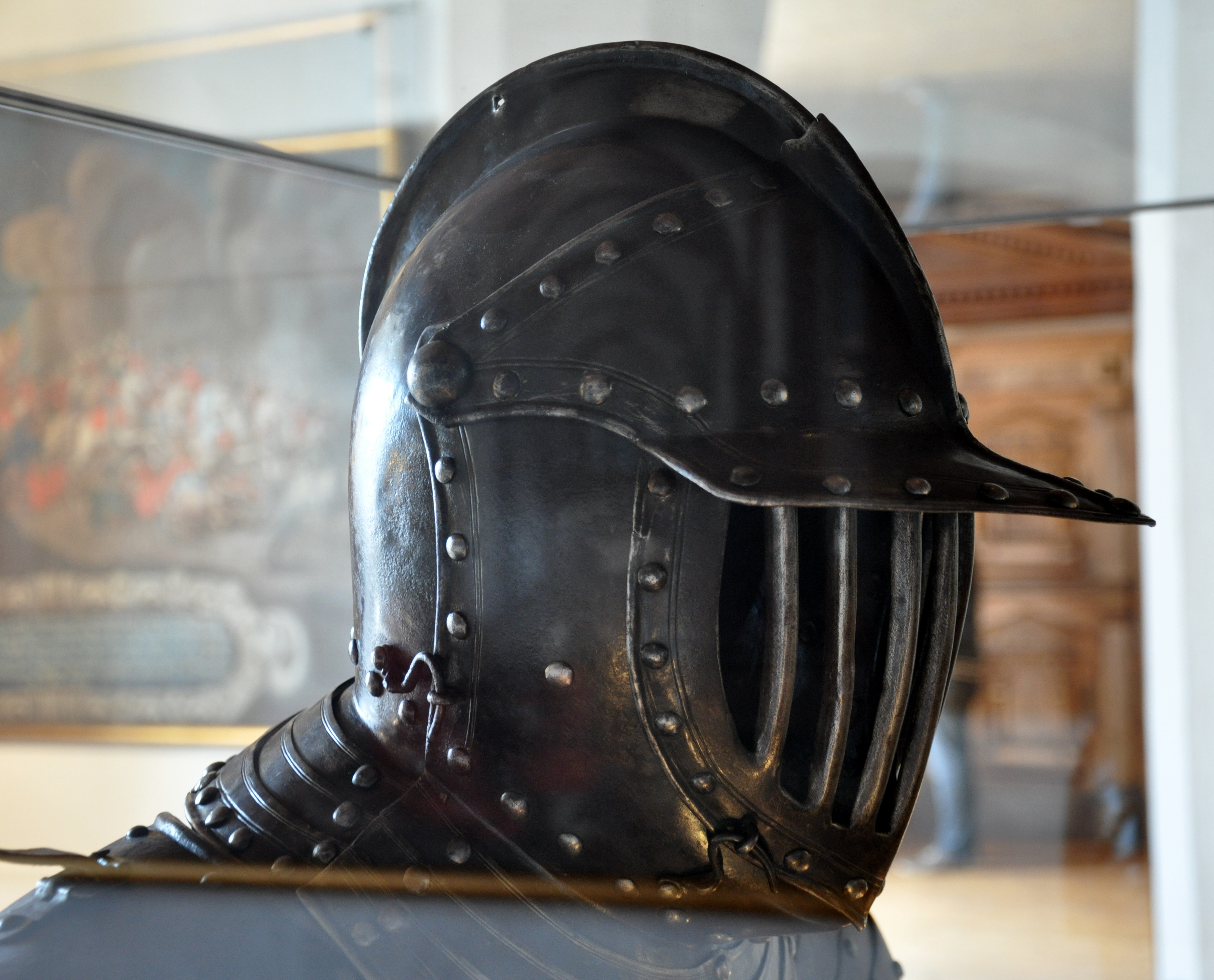
Поздний вариант кирасирского шлема (без смотровой щели)
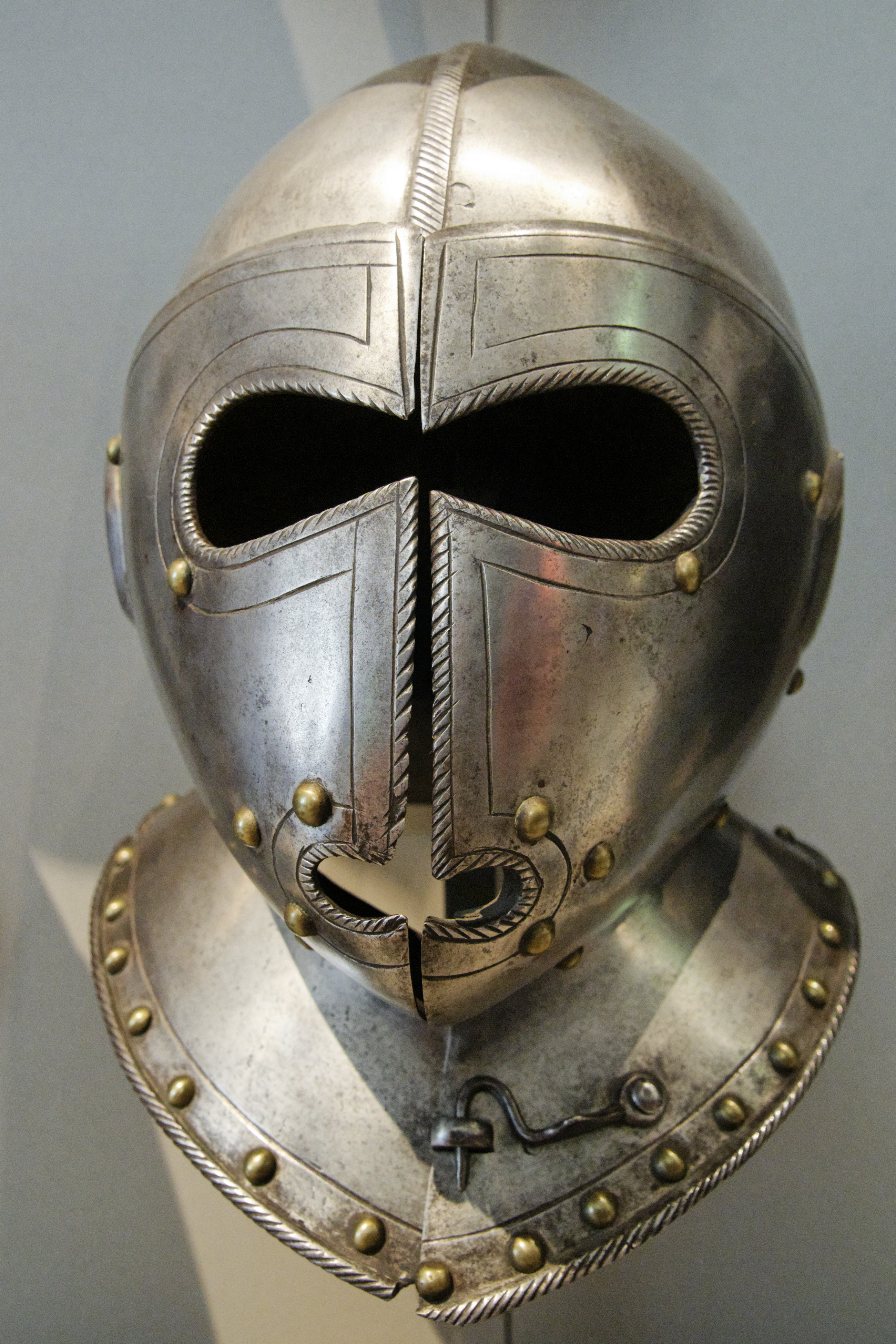
Бургоньет, сделанный в стиле савойяра, Северная Италия, около 1620 г.